# سانتا آنا پوئبلو (نیومکزیکو)
سانتا آنا پوئبلو (به انگلیسی: Santa Ana Pueblo) یک منطقهٔ مسکونی در ایالات متحده آمریکا است که در شهرستان سندووال، نیومکزیکو واقع شده‌است. سانتا آنا پوئبلو ۱۹٫۳ کیلومتر مربع مساحت و ۴۷۹ نفر جمعیت دارد و ۱٬۶۰۰ متر بالاتر از سطح دریا واقع شده‌است.